# Tsifanin
 (janvier 2024).
Si vous disposez d'ouvrages ou d'articles de référence ou si vous connaissez des sites web de qualité traitant du thème abordé ici, merci de compléter l'article en donnant les références utiles à sa vérifiabilité et en les liant à la section « Notes et références ».
 (juillet 2014).
Tsifanin, (né en ? - mort au mois de juillet 1826) est le dernier roi de Tintingue (Manompana, Madagascar), tué à la pointe à L'Arrée par les soldats du roi Radama.

## Biographie
Issu de la lignée des Malata du nord, (zone comprise entre Sonierana-Ivongo et Maroentsetra), et plus spécialement de celle des Zafin'Bala (petits-enfants de Bala, référence au clan de la Baie de Tintingue dont une des héritières eut un fils avec le pirate Adam Baldridge entre 1691 et 1695). Sa date de naissance n'est pas connue mais peut être estimée à minima autour de 1786 puisqu'il avait un petit fils adulte en 1825 (Manditsara). 
Tsifanin fut à l'origine du pacte d'alliance des chefs Betsimisaraka avec la France et signataire du serment d'allégeance au royaume de France de 1823 à la Pointe à Larrée,. Compagnon de Tsassé (descendant de Ratsimilaho) lors de l'expédition des chefs Betsimisaraka du Nord pour reprendre le fort de Foulpointe aux hommes de Radama au mois de juillet 1826, il fut pourchassé jusqu'à son fief de la presqu'île de Tintingue par les soldats Hova. Obligé de fuir en pirogue à la Pointe à Larrée, il y tombera percé de coups de lances par des soldats Hova transportés en bateau depuis Tamatave par l'agent anglais Hastie. Principal chef de guerre Betsimisaraka de l'époque, sa tête fut coupée et présentée à la cour de Radama à Antananarivo comme trophée. Avant sa mort, il avait abdiqué en faveur de son petit-fils Manditsara qui cédera Tintingue et ses dépendances au Royaume de France.
Sa mort coïncide avec la fin de l'indépendance des Betsimisaraka qui cèdent devant Radama, la grande confédération Bestimisaraka initiée par Rastsimilaho n'est plus. Il existe de nombreuses entrées numériques concernant Tsifanin grâce aux correspondances officielles françaises et anglaises ainsi que des relations de voyage le citant.